# جينسي فالس (نيويورك)
جينسي فالس (بالإنجليزية: Genesee Falls, New York)‏ هي بلدة أمريكية تقع في الولايات المتحدة في مقاطعة وايومينغ، نيويورك. يقدر عدد سكانها بـ 438 نسمة ومساحتها 40.7 كم2 وترتفع عن سطح البحر 437 متر.